# Mark Çuni
Mark Çuni (ur. 30 września 1919 w Bushat, zm. 4 marca 1946 w Szkodrze) – albański seminarzysta, więzień sumienia, błogosławiony Kościoła katolickiego.

## Biografia
Mark Çuni urodził się w miejscowości Bushat 30 września 1919. Był wychowankiem Kolegium Ksaweriańskiego w Szkodrze, nad którym pieczę sprawowali jezuici. Gdy po II wojnie światowej w Albanii zapanował reżim komunistyczny, Çuni wraz ze swoim konfratrem Gjergjem Bicim wydali serię antyreżimowych ulotek. Seminarzyści zostali aresztowani 7 grudnia 1945. Çuni był torturowany. Podczas procesu musiał być podtrzymywany przez gwardie. Skazano go na karę śmierci przez rozstrzelanie za zdradę ojczyzny i szpiegowanie na rzecz Watykanu. Wraz z nim skazano pięć innych osób: jezuitów Giovanniego Faustiego i Daniela Dajaniego, franciszkanina Gjona Shllaku, świeckich Gjelosha Lulashiego i Qerima Sadiku. Wyrok został wykonany 4 marca 1946 r. na cmentarzu katolickim w Szkodrze. 
Çuni znajduje się w gronie 38 Albańczyków, którzy zostali ogłoszeni błogosławionymi w Szkodrze 5 listopada 2016 roku. Beatyfikacja ofiar komunizmu, którzy zginęli "in odium fidei", została zaaprobowana przez papieża Franciszka 26 kwietnia 2016 roku.